# Crypteronia
Crypteronia é um género botânico pertencente à família Crypteroniaceae.

## Espécies
- Crypteronia affinis
- Crypteronia borneensis
- Crypteronia cumingii
- Crypteronia elegans
- Crypteronia glabra
- Crypteronia glabriflora
- Crypteronia griffithii
- Crypteronia hookeri
- Crypteronia laxa
- Crypteronia leptostachys
- Crypteronia lutea
- Crypteronia macrophylla
- Crypteronia paniculata
- Crypteronia pubescens
- Crypteronia wallichii

1. ↑  «Crypteronia — World Flora Online». www.worldfloraonline.org. Consultado em 19 de agosto de 2020